# Hornhuizen

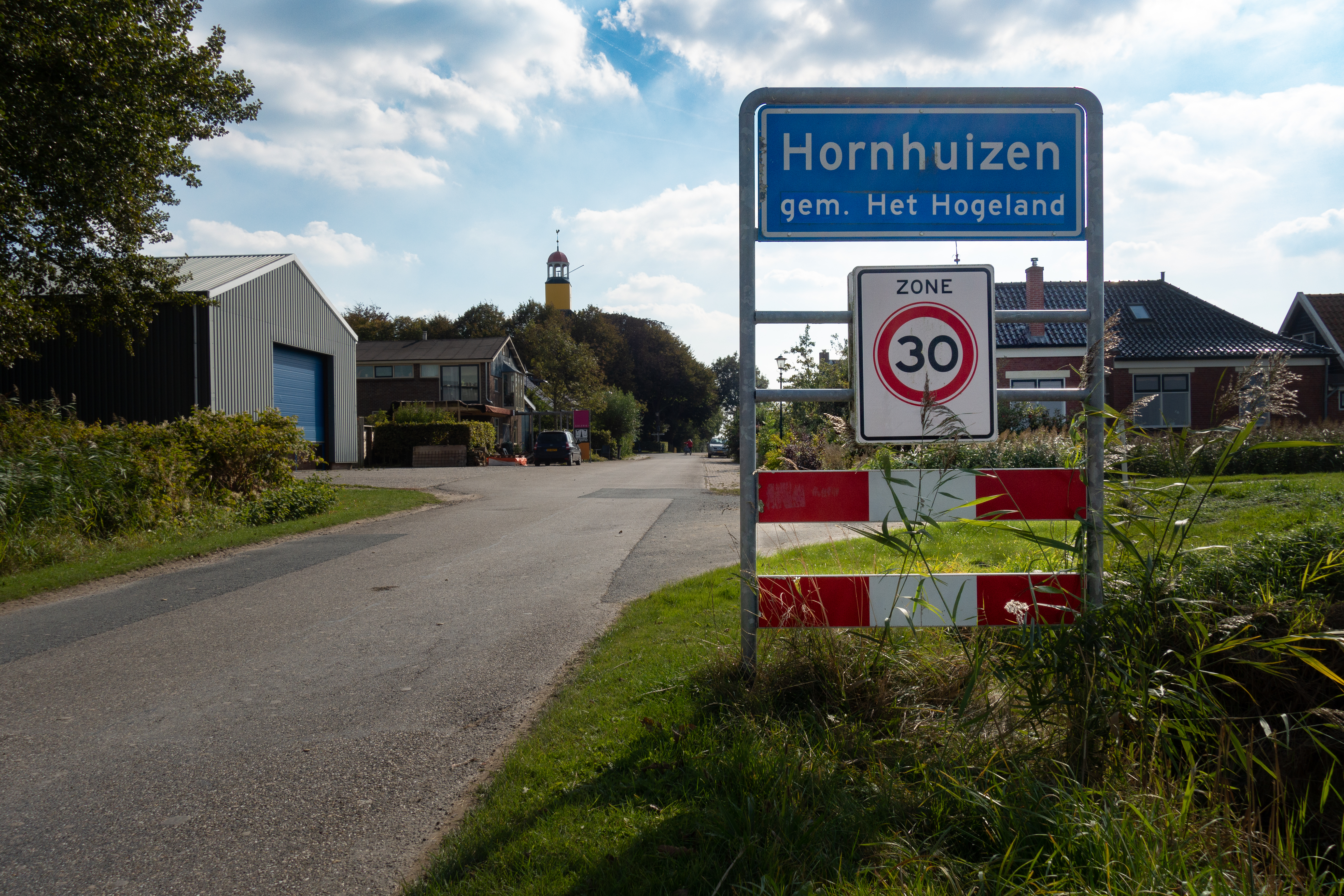
Plaatsnaambord van Hornhuizen

Hornhuizen (Gronings: Hörnhoezen) is een dorp in de gemeente Het Hogeland in de Nederlandse provincie Groningen. Het dorp heeft ongeveer 200 inwoners.
Hornhuizen is vermoedelijk ontstaan als een dochternederzetting van het verdwenen dorp De Houw in het kerspel Leens, De oudste vermeldingen zijn Howerahusum (1247), Horahusum (1375),  Horhusum (ca. 1475) en Hoerhusen (1563). Hornhuizen betekent waarschijnlijk 'de nieuwe huizen van De Houw' en dus niet: 'huizen in de hoek' (horn), zoals veelal wordt gedacht. Volgens een andere uitleg zou de naam het Oudfriese woord hore ('slik') bevatten. De Kroniek van Bloemhof vermeldt dat in 1247 de kerk van Howerahusum werd platgebrand. Dit gebeurde kennelijk in het kader van een jarenlange vete in Hunsingo, waarbij de ene partij (uit Eenrum) steun kreeg uit Groningen en Middag-Humsterland, terwijl de andere (uit Uithuizen) kon rekenen op hulp uit Fivelingo, Drenthe en Vredewold.
Het dorp ligt in de uiterste westhoek van de voormalige gemeente Kloosterburen. Het heeft een 19e-eeuwse kerk met een 15e-eeuwse toren. In de 19e eeuw is de top van de toren vervangen door een zogenaamde `lantaarn.' In vroeger tijden heeft de toren wellicht dienstgedaan als baken. De kerk is herbouwd in 1850. Toren en kerk zijn eigendom van de Stichting Groninger Kerken.
Bedrijvigheid is er alleen nog te vinden in de landbouw.
Vroeger stond er bij het dorp een borg: de Tammingaborg. Deze is in het begin van de 19e eeuw gesloopt. Alleen de naam van een boerderij in de buurt en een straat herinneren er nog aan: de Tammingaheerd en de Tammingastraat.
Het exacte aantal inwoners van het dorp per 1 januari 2023 is onbekend, omdat het CBS de BAG-woonplaats "Hornhuizen", niet als zodanig afgebakende wijk/buurt heeft ingedeeld. Voor het CBS maakt de BAG-woonplaats Hornhuizen onderdeel uit van de buurt "Hornhuizen" en de buurt "Buitengebied Kloosterburen", welke een veel groter gebied omvat dan enkel de plaats Hornhuizen.

## Geboren
- Jan Simon van der Aa (1865-1944), jurist, hoogleraar en hoofdambtenaar bij het ministerie van Justitie
- Pieter Leima (1851-1913), burgemeester van Kloosterburen

## Afbeeldingen

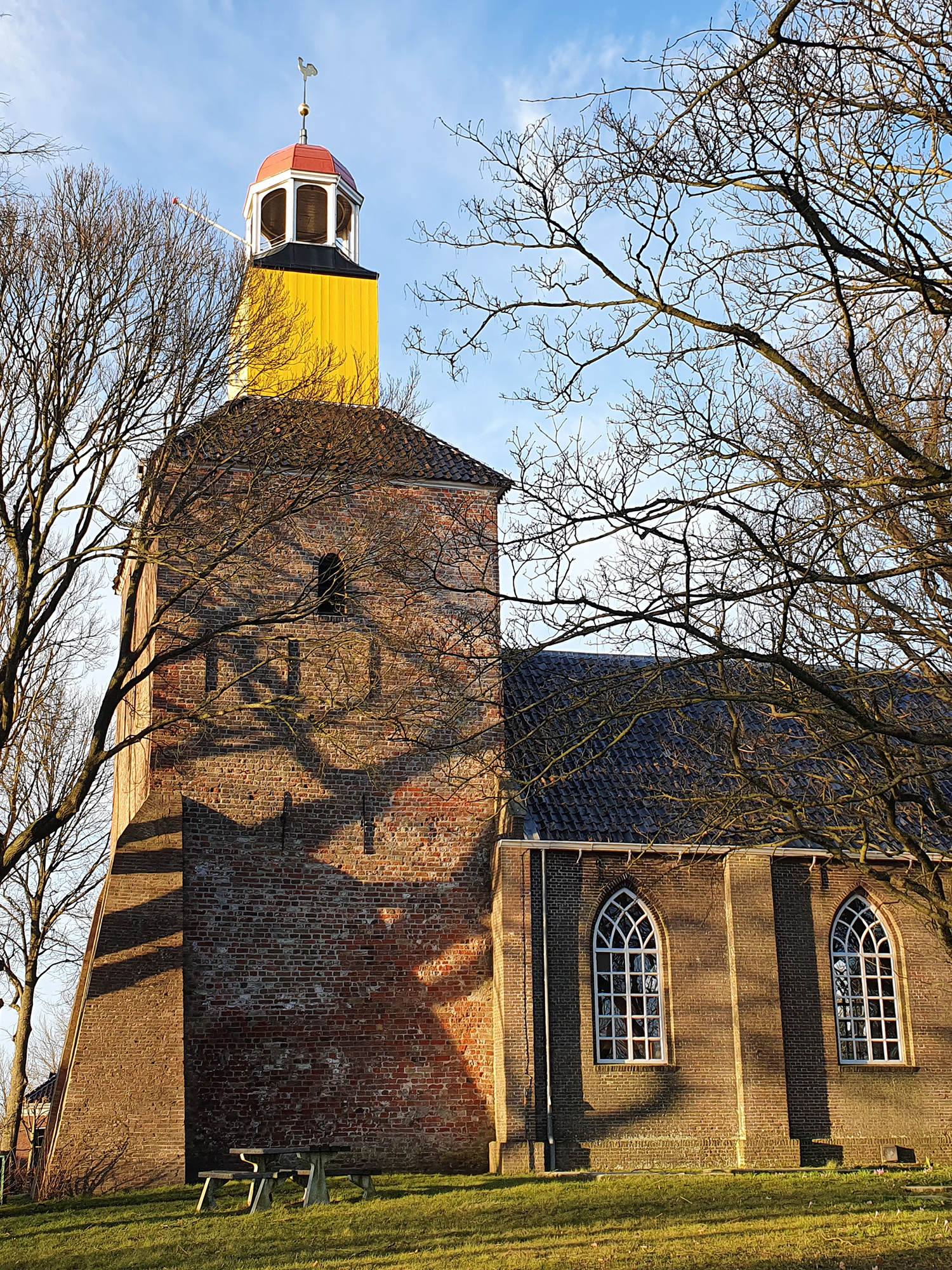
Kerk van Hornhuizen
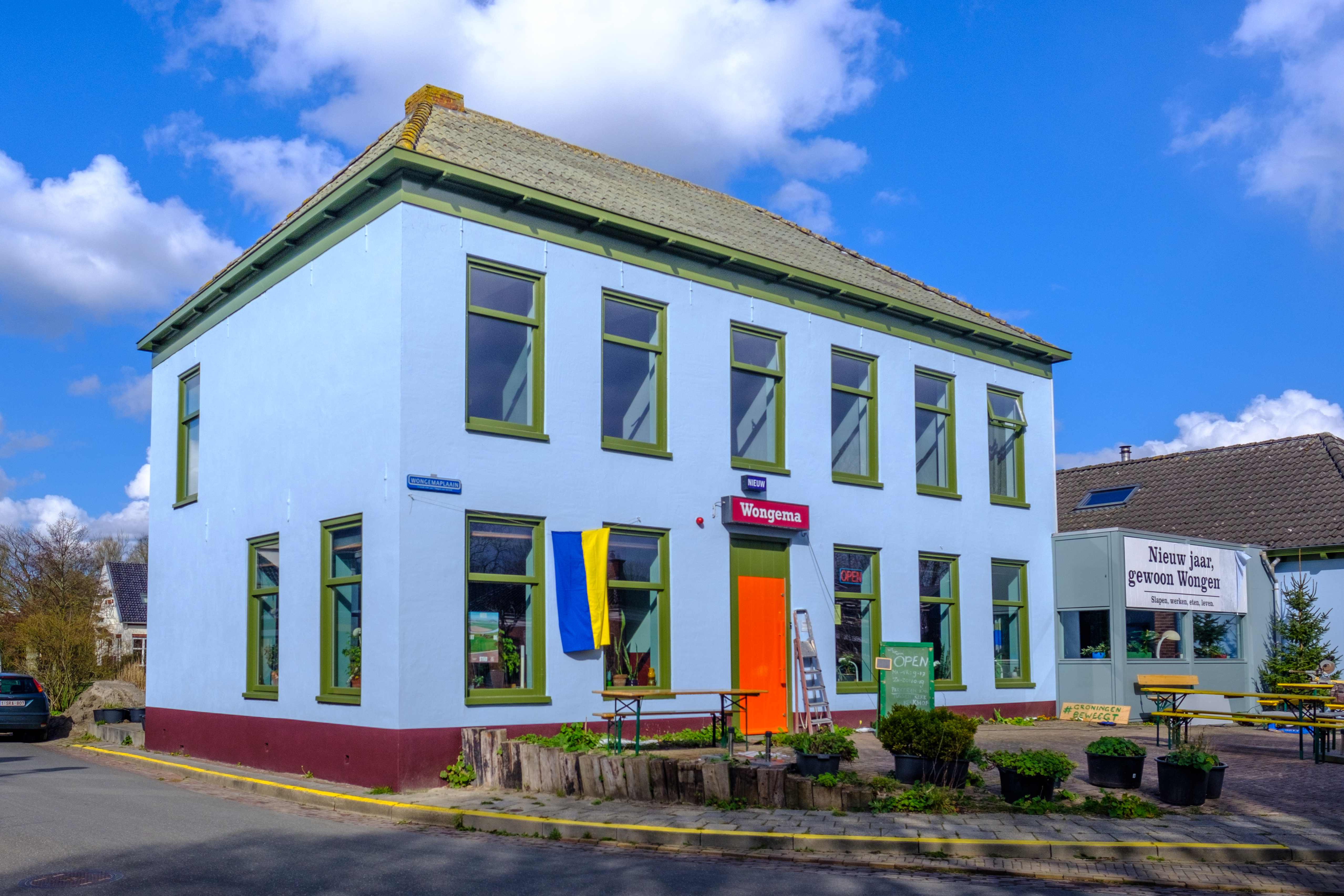
Cultureel centrum Wongema
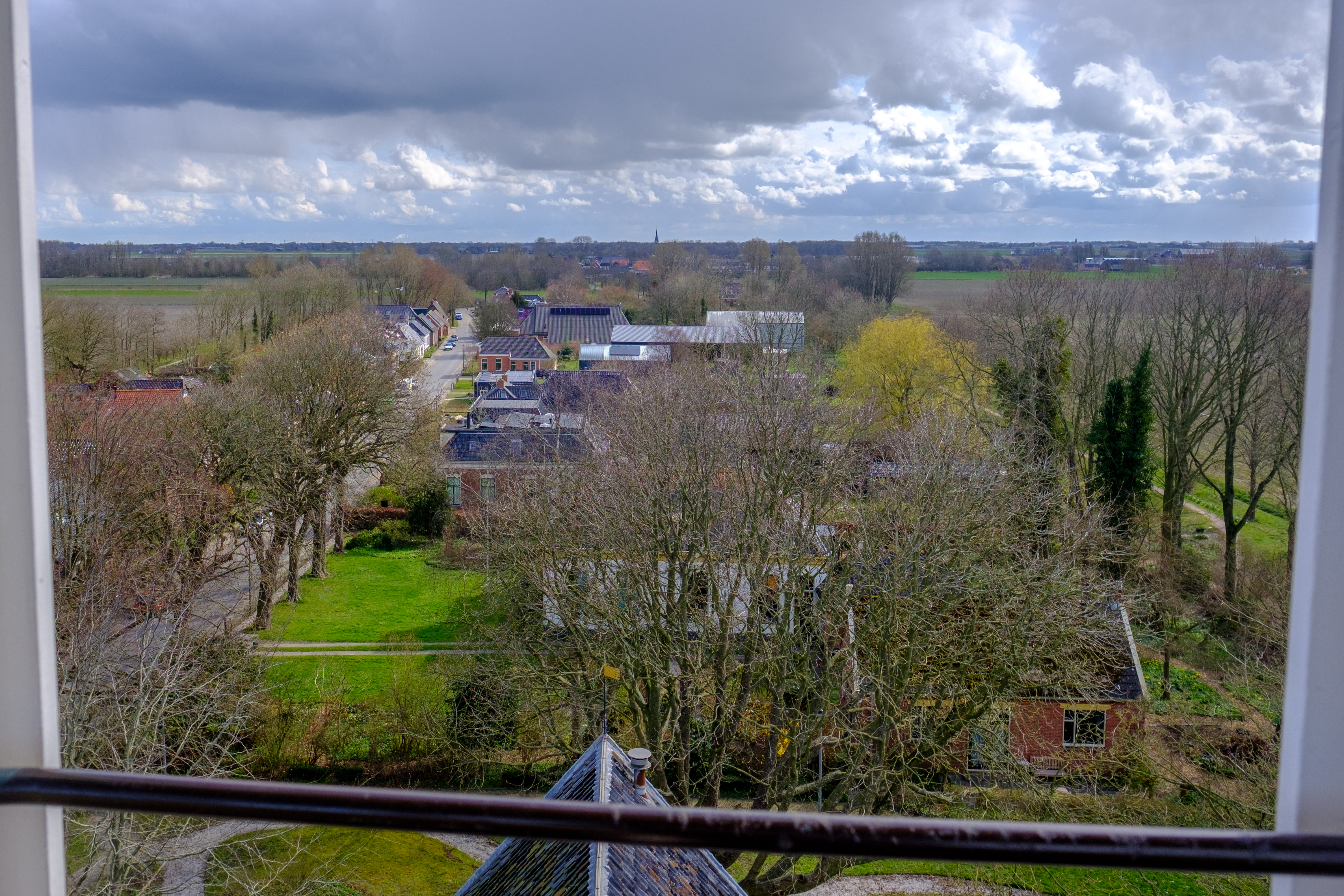
Het oostelijk deel van het dorp gezien vanuit de toren.

Hoofdplaats: Uithuizen

Dorpen: Adorp · Den Andel · Baflo · Bedum · Eenrum · Eppenhuizen · Hornhuizen · Houwerzijl · Kantens · Kloosterburen · 't Lage van de Weg · Lauwersoog · Leens · Leenstertillen · Lutjewolde · Mensingeweer · Molenrij · Niekerk · Noordwolde · Oldenzijl · Onderdendam · Onderwierum · Oosteinde · Oosternieland · Pieterburen · Rasquert · Rodewolt · Roodeschool · Rottum · Saaxumhuizen · Sauwerd · Startenhuizen (deels) · Stitswerd · Tinallinge · Uithuizermeeden · Ulrum · Usquert · Vliedorp · Vierhuizen · Warffum · Warfhuizen · Wehe-den Hoorn · Westerdijkshorn · Westernieland · Wetsinge · Winsum · Zandeweer · Zoutkamp · Zuidwolde · Zuurdijk

Buurtschappen, gehuchten, wierden en buurten: 1e Nijhoezen · 2e Nijhoezen · 't Aagt · Abbeweer · Alinghuizen · Arwerd · Barnegaten · Bellingeweer · Bethlehem · Beusum · Bokum · Breede · Broek · Het Bultje · De Dingen · De Raken · De Vennen · Den Haver · Deikum · Doodstil · Douwen · Duisterwinkel · Eelswerd · Eemshaven · Elens · Ellerhuizen · Ernstheem · Ewer · Grijssloot · Groot Maarslag · Groot Wetsinge · De Haar · Hammeland · Den Hander · Harssens · Hefswal · Hekkum · Helwerd · Heuvelderij · Hiddingezijl · Holwinde · De Hoogte · De Horn · De Houw · 't Houweel · De Hucht · Kaakhorn · Katershorn · Kattenburg · Klei · Kleine Huisjes · Klein Garnwerd · Klein Maarslag · Klein Wetsinge · Kolham · Koningslaagte · Koningsoord · De Knijp · Kruisweg · Lutje Marne · Lutke Saaxum · Maarhuizen · (Marnehuizen) · Menkeweer · Menneweer · Midhalm · Midhuizen · Mollenhuizen · Nijenklooster · Noordpolder · Noordpolderzijl · Obergum · Oldenzijl · Oldorp · Oosterhorn · Oosterhuizen (Eenrum) · Oosterhuizen (Zuidwolde) · Oudedijk · Oudeschip · Paapstil · Panser · Plattenburg · Polen · Ranum · Reidland · Roodehaan · Schapehals · Schaphalsterzijl · Schilligeham · Schouwen · Schouwerzijl · Sint Annerhuisjes · 't Stort · De Streek · Takkebos · Ter Laan · Tijum · Valcum · Valom · Wadwerd · Walsweer · Westerhorn (De Marne) · Westerhorn (Hogeland) · Westerklooster · Westpolder · Wierhuizen · Wierum · 't Wildeveld · Willemsstreek · Zevenhuizen